# Riserva naturale antropologica I Pisconi
La riserva naturale antropologica I Pisconi è un'area naturale protetta e importante area archeologica della regione Basilicata istituita nel 1972 all'interno del comune di Filiano. La riserva occupa una superficie di 148,00 ettari, all'interno di una delle più vaste ed intatte aree forestali d'Italia, nella  valle del fiume Bradano nella provincia di Potenza.

## Storia
La riserva è stata istituita dallo Stato con Decreto Ministeriale del 29 marzo 1972 con lo scopo di salvaguardare non solo la fauna e la flora locale ma anche un sito di notevole interesse archeologico: Riparo Ranaldi. II sito venne scoperto nel 1965 dall’archeologo Francesco Ranaldi e solo dopo alcuni anni venne effettuata una dichiarazione di interesse culturale al Ministero per i Beni  e le Attività Culturali. L’ingresso è consentito solo a piedi esclusivamente a fini educativi, di studio, per compiti amministrativi e di vigilanza secondo precise norme comportamentali (D.M. 29 marzo 1972).

## Territorio
L’area faceva parte del complesso forestale demaniale di Lagopesole, interamente gestito dall’Azienda di Stato per le Foreste Demaniali fino agli anni ’70. La Riserva si estende su un territorio collinare compreso tra i 700 metri e i 1000 metri circa e i suoi terreni si caratterizzano da arenarie molto cementate. Nonostante tutto, e le protezioni legali supponenti ed inderogabili, l'area, unica nel suo genere, per quanto riguarda il suo patrimonio naturalistico, ambientale ed archeologico, rischia tuttora per pericolosi interventi che riguardano l'intento di una costruzione di una strada lungo il fondovalle boschivo del fiume Bradano, non compatibile sia dal punto di vista legale che ambientale.  L’areale di estensione comprende la confluenza del torrente Bradanello con il Vallone delle Volpi, dove l’altitudine è di 620 metri, fino a salire ai 1030 metri di Serra Carriero.
In tempi più antichi, fino ai primi decenni del ‘900, la riserva era caratterizzata da un lago (Lacus Pensilis) di origine pleistocenica, che fu ampliato nel diciottesimo secolo da una diga di terra dai principi Doria Pamphili e poi prosciugato, dagli stessi Doria, dal 1923 al 1925 da un canale di scolo.

## Fauna
La fauna è caratterizzata dal lupo, gatto selvatico, donnola, faina, tasso, volpe e il cinghiale; tra gli uccelli, la ghiandaia, il colombaccio, il picchio verde, il nibbio reale e la poiana. 

## Flora
L’area ospita una fitta vegetazione di bosco ceduo costituita prevalentemente da cerro, frassino, roverella, acero campestre; nel sottobosco si trovano il biancospino, il rovo e il corniolo.